# Vitronaclia sogai
Vitronaclia sogai är en fjärilsart som beskrevs av Griveaud 1964. Vitronaclia sogai ingår i släktet Vitronaclia och familjen björnspinnare. Inga underarter finns listade i Catalogue of Life.